# 中道寿一
中道 寿一（なかみち ひさかず、1947年 - ）は、日本の政治学者。専門は、政治思想史。北九州市立大学名誉教授。別府大学講師。

## 略歴
1947年、大分県生まれ。慶應義塾大学法学部卒業後、同大学大学院法学研究科修了。法学博士。岐阜経済大学経済学部講師・助教授・教授を経て、北九州市立大学法学部教授となる。
2013年3月で定年退職し、現在は北九州市立大学名誉教授、非常勤講師として講義を行っている。
政策情報学会会長（第三代、2012年12月～2016年12月）、政策情報学会顧問（2016年12月〜）。

## 人物
- 趣味は映画鑑賞であり、大学での講義や自身の著書でも時折映画の内容について触れている。

## 著書

### 単著
- 『ワイマルの崩壊とC・シュミット――C・シュミット研究序説』（三嶺書房, 1989年）
- 『ヒトラー・ユーゲントがやってきた』（南窓社, 1991年）
- 『政治学断章』（南窓社, 1992年）
- 『政治のデッサン』（三嶺書房、1998年）
- 『君はヒトラー・ユーゲントを見たか？――規律と熱狂、あるいはメカニカルな美』（南窓社, 1999年）
- 『政治思想のデッサン――思想と文化の間』（ミネルヴァ書房, 2006年）
- 『政治のデザイン : 政策構想論序説』（南窓社, 2007年）
- 『カール・シュミット再考――第三帝国に向き合った知識人』（ミネルヴァ書房, 2009年）
- 『未来をデザインする政策構想の政治学』（福村出版, 2014年）

### 編著
- 『現代デモクラシー論のトポグラフィー』（日本経済評論社, 2003年）
- 『政策科学の挑戦――政策科学と総合政策学』（日本経済評論社, 2008年）
- 『日独関係史　１８９０－１９４５　Ⅲ　体制変動の社会的衝撃』(東京大学出版会、2008年)
- 『政策研究ー学びのガイダンス』(福村出版、2011年)

### 共編著
- （市川太一・梅垣理郎・柴田平三郎）『現場としての政治学』（日本経済評論社, 2007年）
- (仲上 健一)『サステイナブル社会の構築と政策情報学ー環境情報の視点から』(福村出版, 2011年)
- (朽木 量)『政策研究を越える新地平』（福村出版, 2015年）

### 訳書
- ルドルフ・ヘベルレ『民主主義からナチズムヘ――ナチズムの地域研究』（御茶の水書房, 1980年）
- F・スターン『文化的絶望の政治――ゲルマン的イデオロギーの台頭に関する研究』（三嶺書房, 1988年）
- エルンスト・フレンケル『二重国家』（ミネルヴァ書房, 1994年）
- S・P・ハンティントン『第三の波――20世紀後半の民主化』（三嶺書房, 1995年）
- ジグムント・バウマン『政治の発見』（日本経済評論社, 2002年）
- J・リンス, A・バレンズエラ編『大統領制民主主義の失敗――その比較研究』（南窓社, 2003年）
- L・ダイアモンド, M・F・プラットナー編『シビリアン・コントロールとデモクラシー』（刀水書房, 2006年）
- イアン・シャピーロ『民主主義理論の現在』（慶應義塾大学出版会, 2010年）
- ヤン・ヴェルナー・ミューラー『カール・シュミットの「危険な精神」――戦後ヨーロッパ思想への遺産』（ミネルヴァ書房、2011年）
- アルフレッド・ウェーバー『歴史よ　さらば――戦後ドイツ再生と復興におけるヨーロッパ史観との訣別』（福村出版、2013年）
- ハインリヒ・マイアー『政治神学か政治哲学か』（風行社, 2015年）